# Westerenger
Westerenger ist ein Stadtteil der Stadt Enger im Nordosten von Nordrhein-Westfalen im Kreis Herford. Der Stadtteil grenzt im Westen an die Stadt Spenge und hat 3790 Einwohner (Stand: 31. Dezember 2007). Seit Jahren gibt es durch die Ausweisung neuer Wohnbaugebiete einen anhaltenden Bevölkerungszuwachs.

## Geschichte
Westerenger wurde 1151 als WesterEngere erstmals schriftlich erwähnt. Vom Mittelalter bis zur Franzosenzeit gehörte die Bauerschaft Westerenger zur Vogtei Enger im Amt Sparrenberg der Grafschaft Ravensberg. Von 1807 bis 1813 gehörte Westerenger zum Kanton Enger, der von 1807 bis 1810 zum Königreich Westphalen und von 1811 bis 1813 zum Kaiserreich Frankreich gehörte. 1816 kam die Bauerschaft zum Kreis Bünde in der preußischen Provinz Westfalen, der 1832 im Kreis Herford aufging. Im Kreis Herford gehörte die Gemeinde Westerenger zum Amt Enger. Am 1. Januar 1969 wurde Westerenger durch das Gesetz zur Neugliederung des Landkreises Herford und der kreisfreien Stadt Herford nach Enger eingemeindet.

## Öffentliche Einrichtungen

### Feuerwehr
Westerenger ist Standort der Löschgruppe Westerenger, die organisatorisch der Freiwilligen Feuerwehr Enger untergeordnet ist. Gegründet wurde sie am 16. Mai 1889 in einer Scheune des Ortes. 1929 wurde das Spritzenhaus erbaut, das bis heute existiert. 2006 ist die Feuerwehr jedoch in ein neues Feuerwehrhaus an der Westerengerstraße auf dem Gelände der Heideschule umgezogen.

### Schulen
In Westerenger ist eine Schule ansässig: die Grundschule Westerenger, die als offene Ganztagsschule geführt wird.
Bis zum Jahr 2016 gab es in Westerenger auch die Heideschule, eine Förderschule mit Schwerpunkt Lernen. Die Schule wurde zum Ende des Schuljahres 2015/16 geschlossen.
Die beiden Schulen waren im selben Gebäudekomplex untergebracht und teilten sich einen Schulhof, einen Sportplatz und einen Spielplatz.

## Kultur

### Vereinsleben
In Westerenger sind die im Ort ansässigen Vereine in der „Arbeitsgemeinschaft der Vereine Westerenger“ organisiert. So nimmt beispielsweise an Gedenkfeiern eine gemeinsame Abordnung teil oder es wird ein Nikolausmarkt organisiert.

#### Sportvereine
- SV Enger/Westerenger
- BSC Westerenger e. V. (Badminton-Sportclub)
- Schützengesellschaft Westerenger

#### Musikvereine
In Westerenger sind drei Musikvereine ansässig: der Evangelische Posaunenchor Westerenger-Dreyen (siehe Artikeleintrag Dreyen), der Kinderchor „Kleines Lied“, von dem sich die älteren Sängerinnen und Sänger nun zu dem Jugendchor TeensTones zusammengeschlossen haben, und die Sängergemeinschaft Westerenger.

#### Kulturvereine Landmaschinen
In Westerenger sind zwei Gruppen aktiv, die sich historischen Landmaschinen angenommen haben. Die Holderfreunde Westerenger sind erkennbar seit dem Jahr 2004 aktiv und haben ihren Sitz in der Klausheide. Darüber hinaus gibt es noch den Verein Dieselfreunde Enger, der der Arbeitsgemeinschaft der Vereine in Westerenger angehört.

### Sehenswürdigkeiten

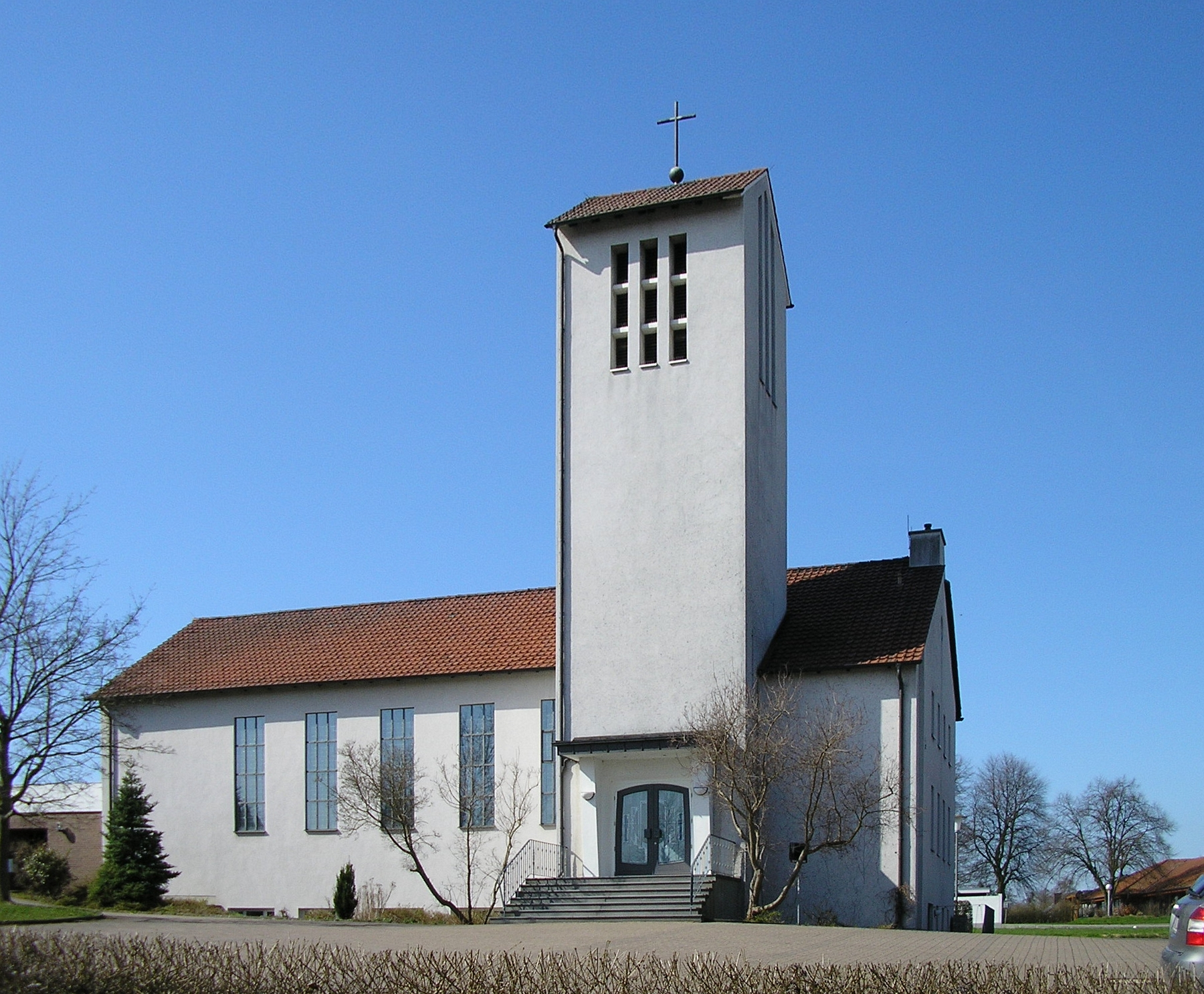
Die Evangelische Kirche zu Westerenger

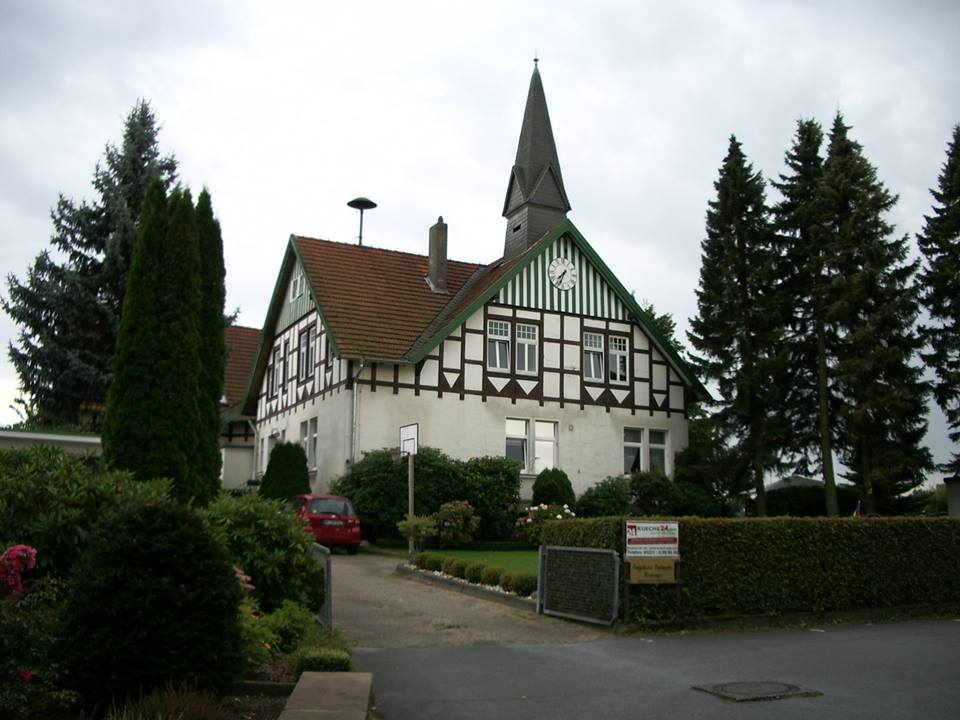
Evangelischer Kindergarten Westerenger

Die Evangelische Kirche in Westerenger ist das größte Bauwerk des Ortes. Ein Gemeindehaus wurde als Anbau errichtet. Das Gebäude des Kindergartens an der Spenger Straße besitzt einen kleinen Turm und eine Turmuhr, die Fassade ist im Fachwerkstil errichtet.

#### Denkmäler und Gedenksteine
Im Ort befindet sich ein Gedenkstein aus dem Jahr 1933, der an die Erstnennung von Westerenger im Jahr 1103 erinnert.

## Religion
In Westerenger sind 45 Prozent der Einwohner evangelisch, 21 Prozent katholisch, fünf Prozent bekennen sich zum Islam, und 29 Prozent sind konfessionslos. Einzig sichtbar aktive Gemeinde (Kirche und Gemeindehaus) ist die Evangelische Kirchengemeinde Westerenger.

## Unternehmen
Am Ort ist als einziges Geldinstitut die Sparkasse Herford ansässig. Diese bietet seit 2021 jedoch lediglich noch einen Geldautomaten an, weitere Dienste wurden in die Filiale Enger verlegt.
Eine Filiale der Volksbank Bad Oeynhausen-Herford wurde im Jahr 2016 geschlossen.
Es gibt seit 1959 die Druckerei Wehmeyer in der Klausheide.

## Verkehr
Der Ort ist durch die Buslinien 464, 465 und 466 an den Öffentlichen Personennahverkehr angebunden. Sie verbinden Westerenger unter anderem mit Hücker-Aschen, der Nachbarstadt Spenge, dem Stadtkern von Enger, Herringhausen bzw. Oetinghausen und Lippinghausen und der Kreisstadt Herford. Weiterhin verläuft die Kreisstraße 20 durch den Ort.

## In Westerenger geborene Persönlichkeiten
- Heinrich Vedder (1876–1972), Missionar, Linguist, Ethnologe und Historiker in Südwestafrika (Namibia)

## Galerie

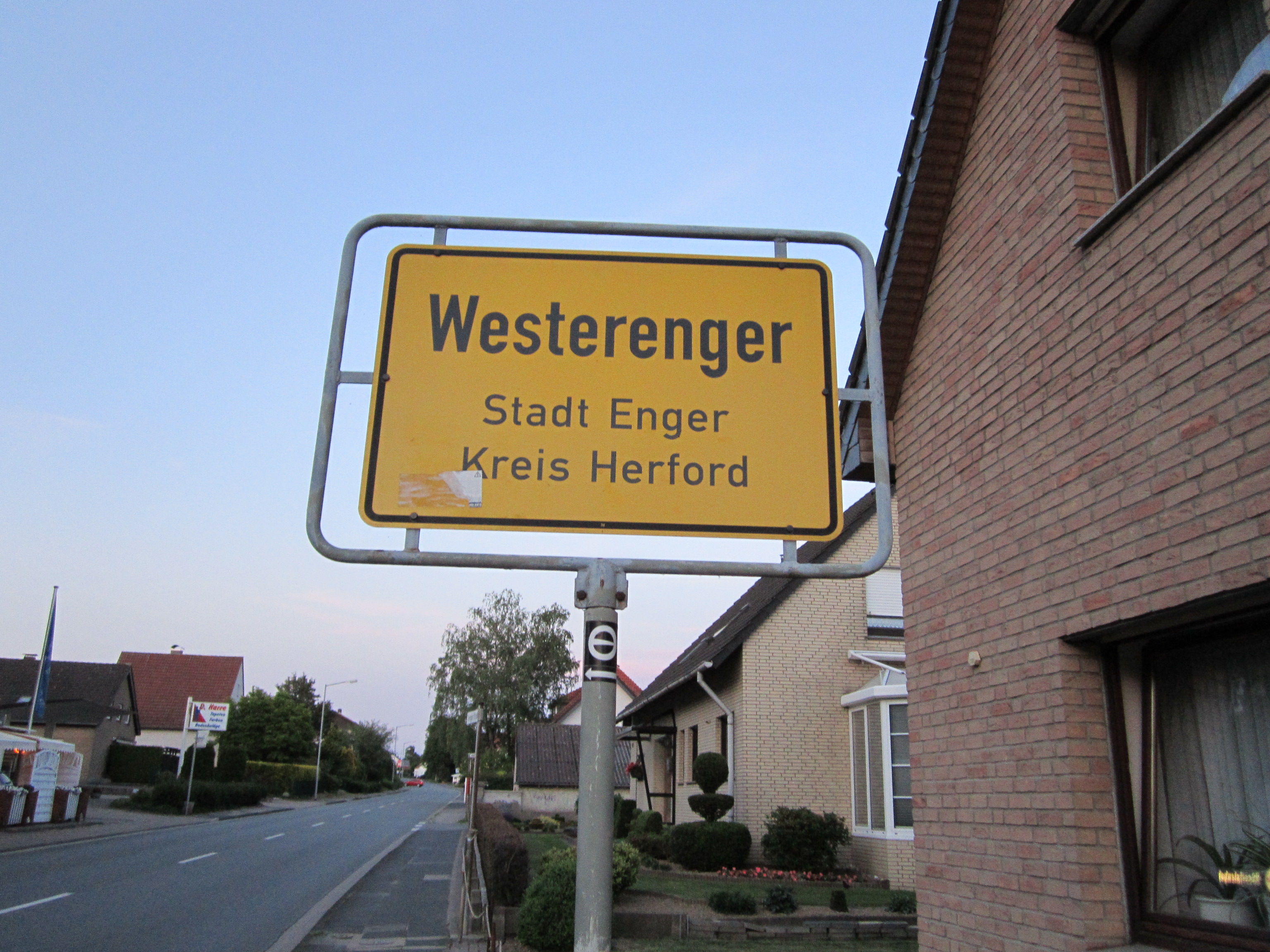
Ortseingangsschild (aus Spenge kommend)
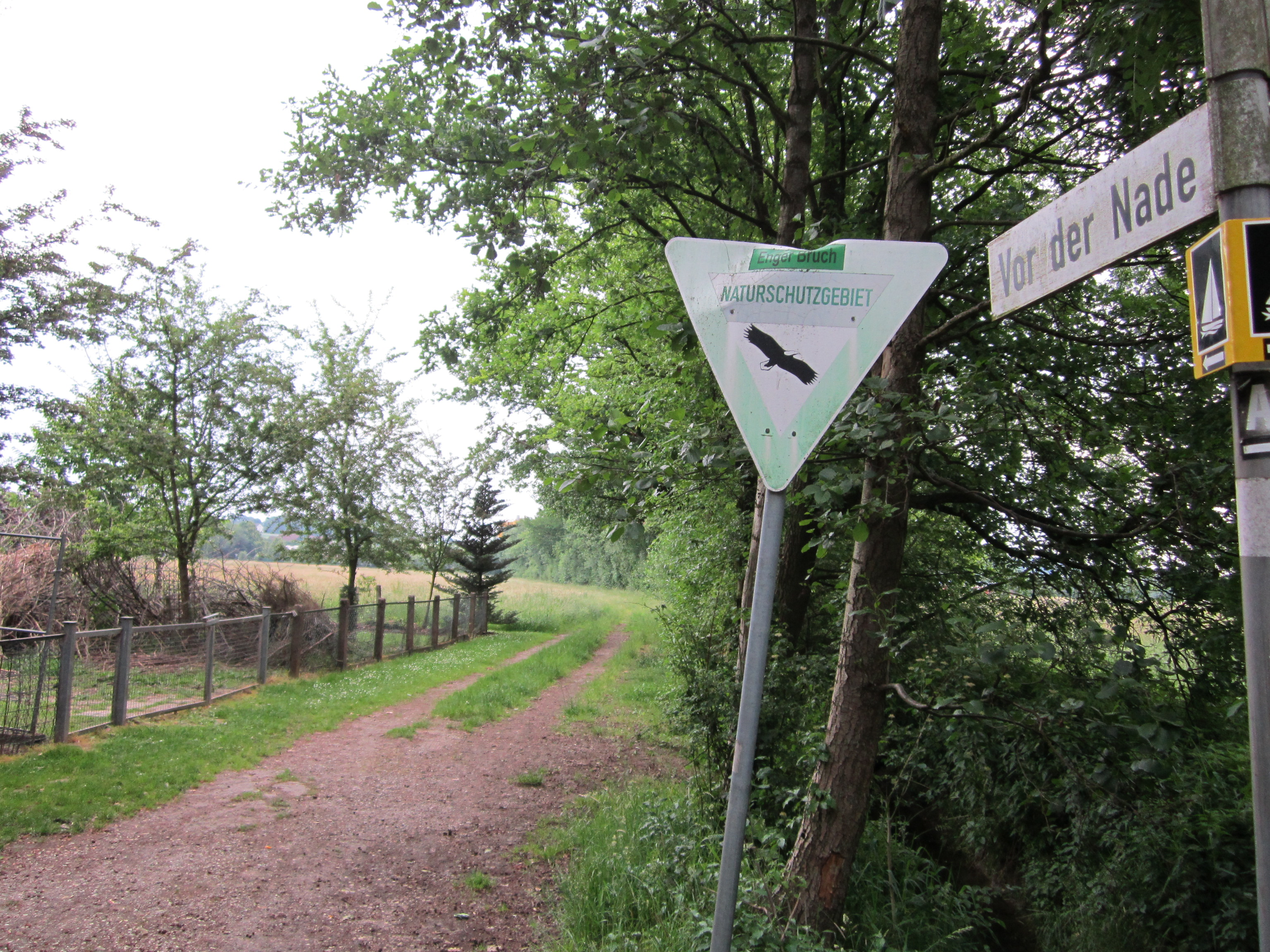
In Westerenger befindet sich das westliche Ende des Naturschutzgebietes Enger Bruch
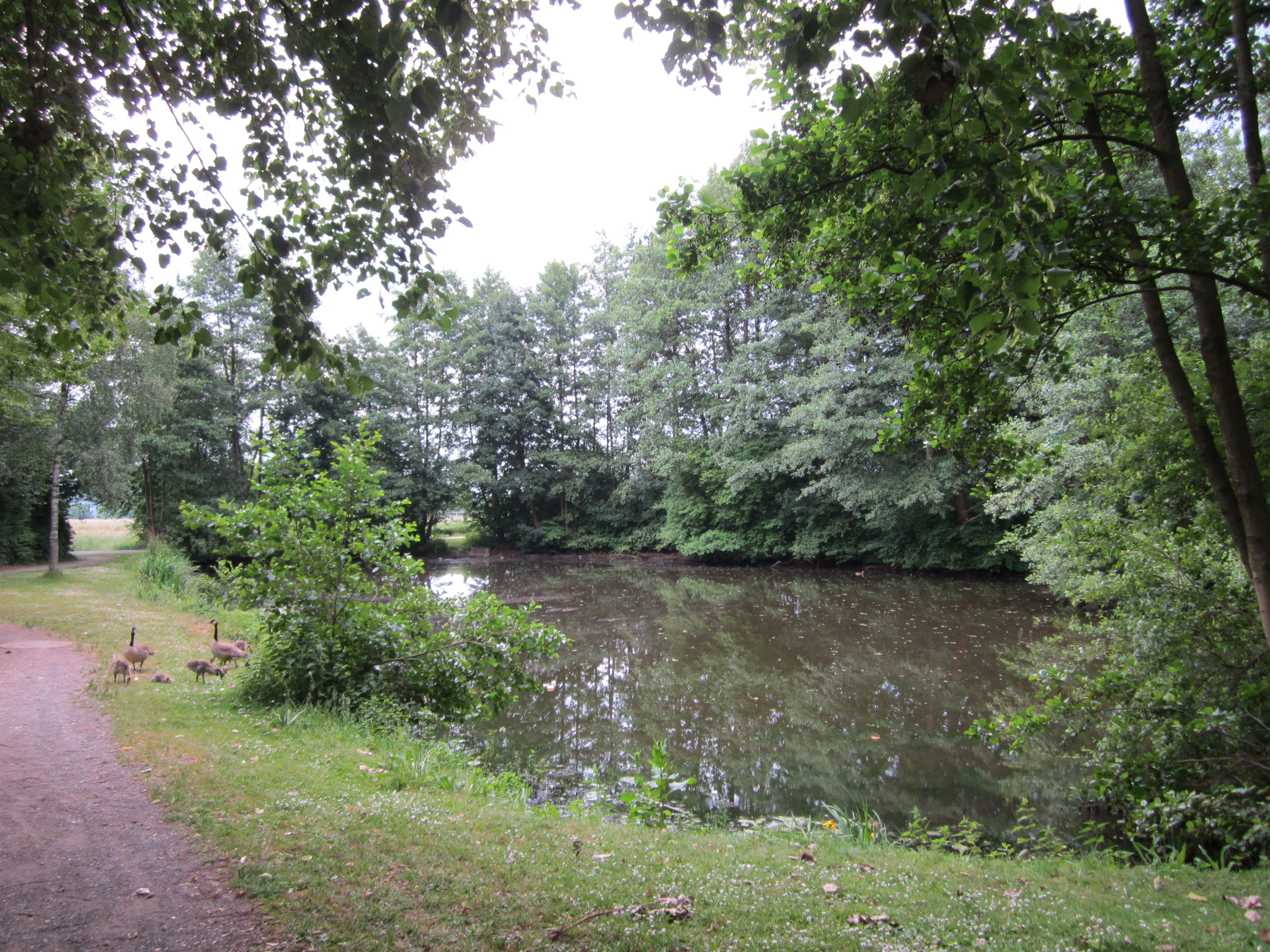
Ein Teich in Westerenger
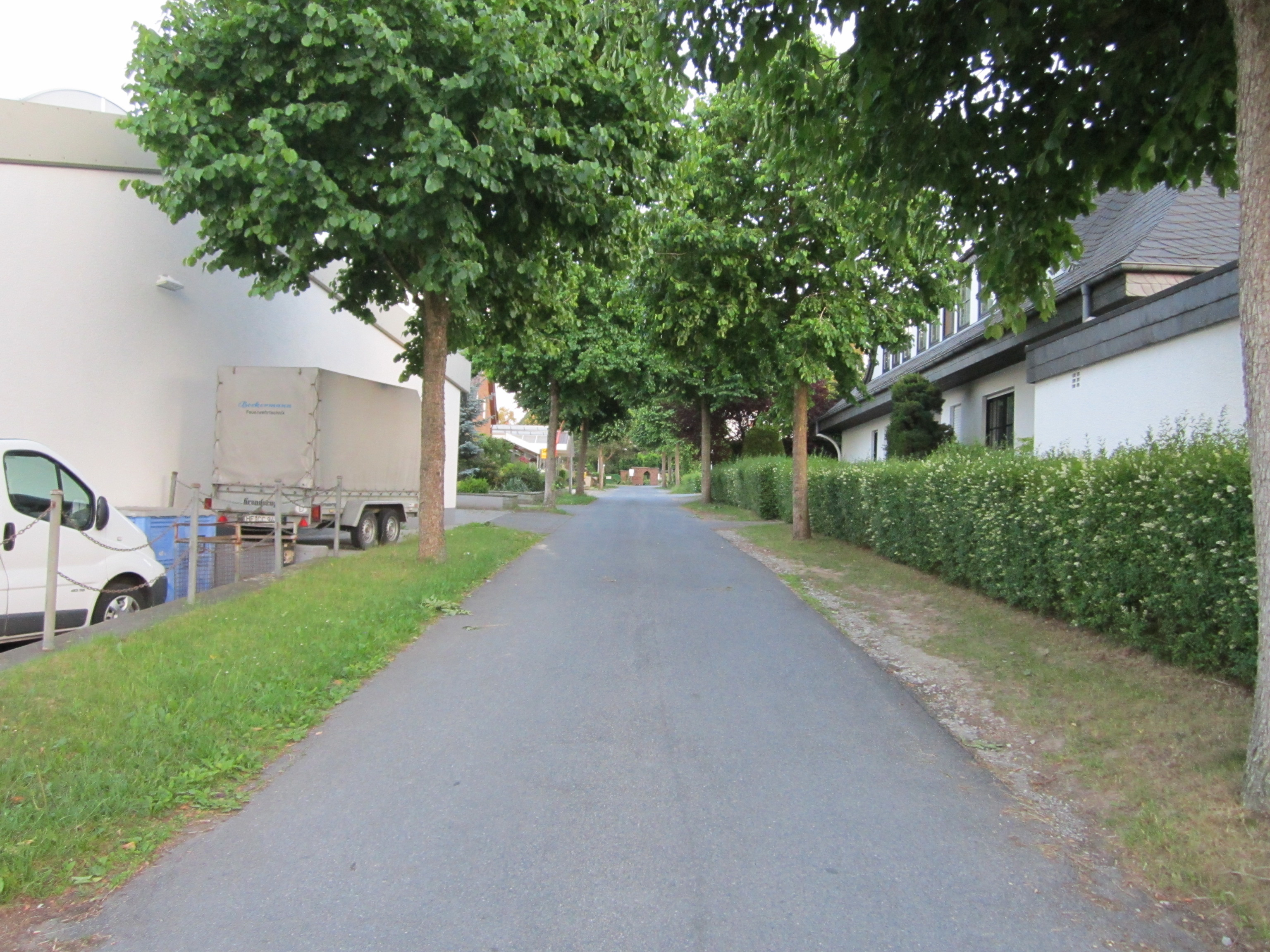
Die Friedhofsallee
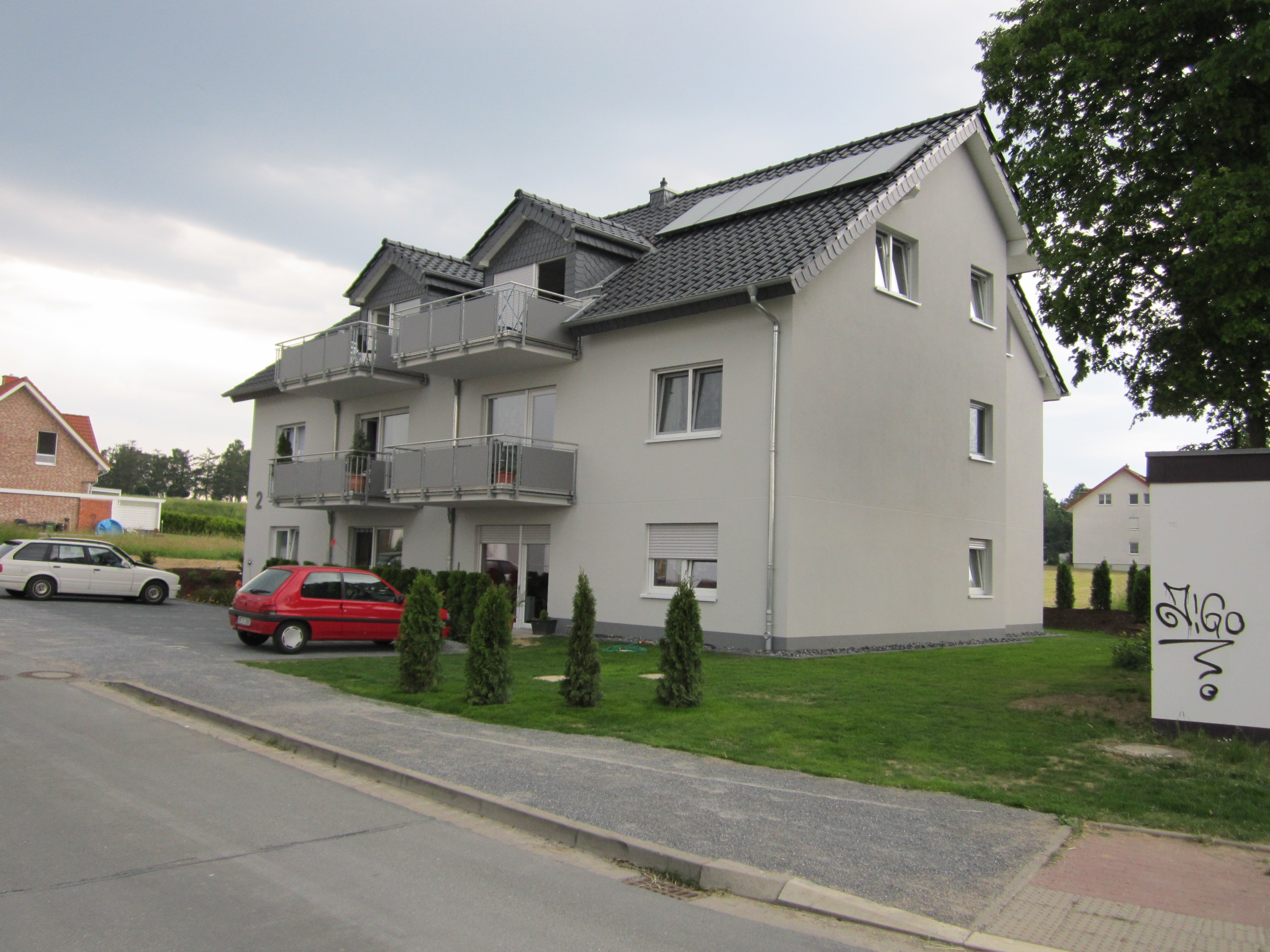
Neubauten sind in Westerenger ein häufiger Anblick. Dieses Mehrfamilienhaus wurde in den Jahren 2010 und 2011 errichtet.
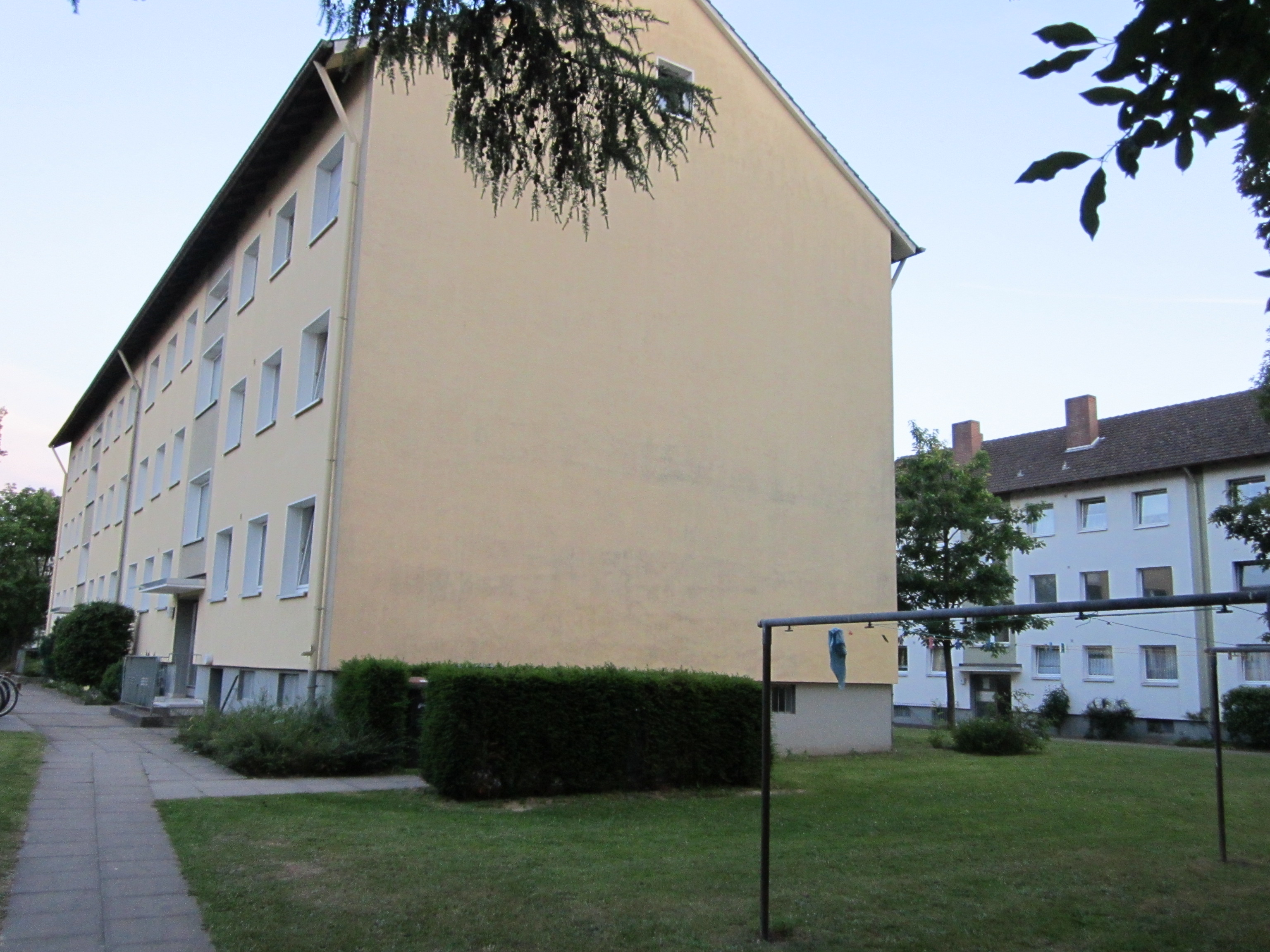
Die Siedlung an der Adlerstraße (Westerengerheide).
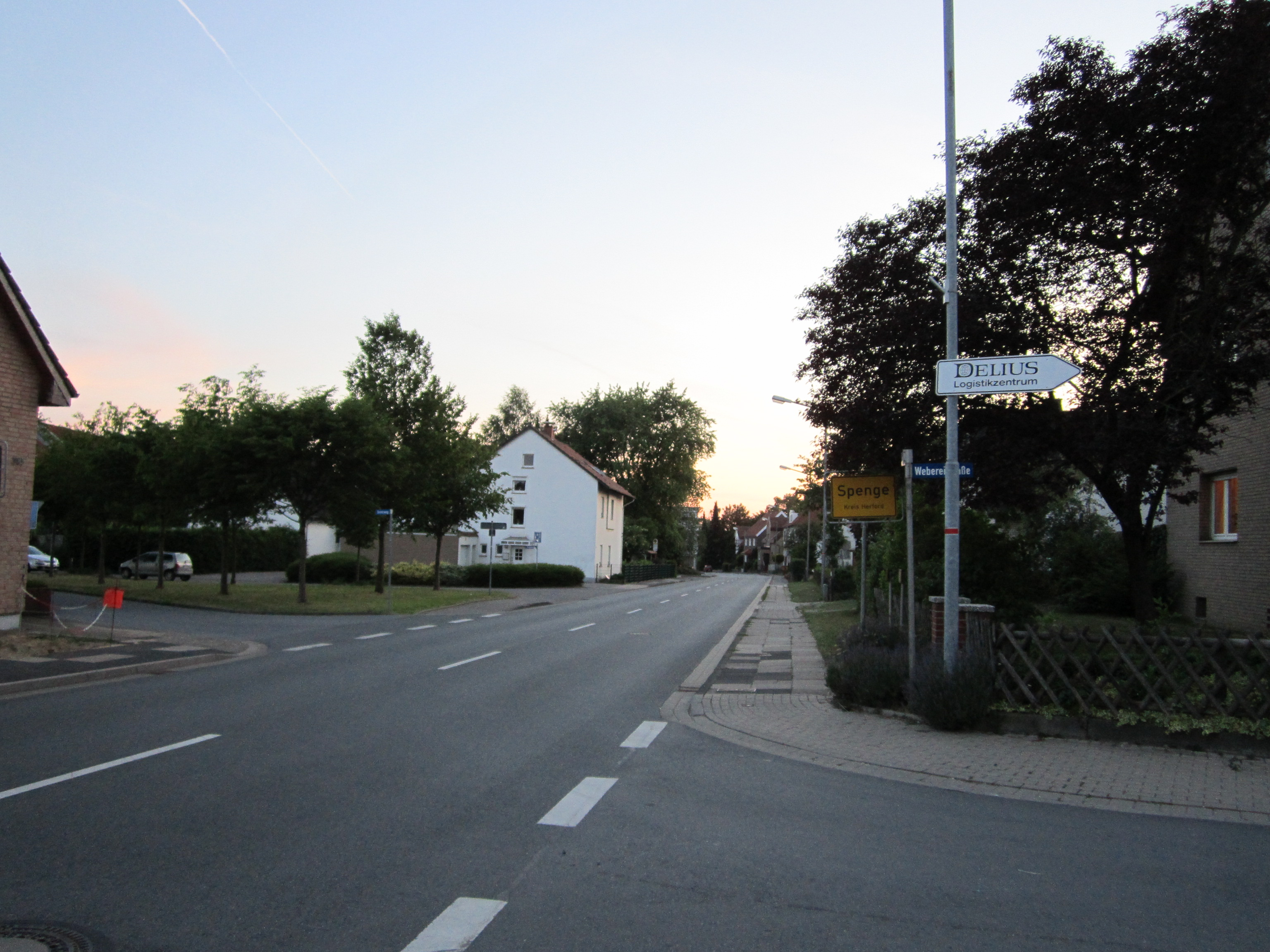
Die Stadtgrenze zu Spenge (Übergang der Spenger Straße zur Ravensberger Straße).